# 埃塞尔博尔德 (麦西亚)

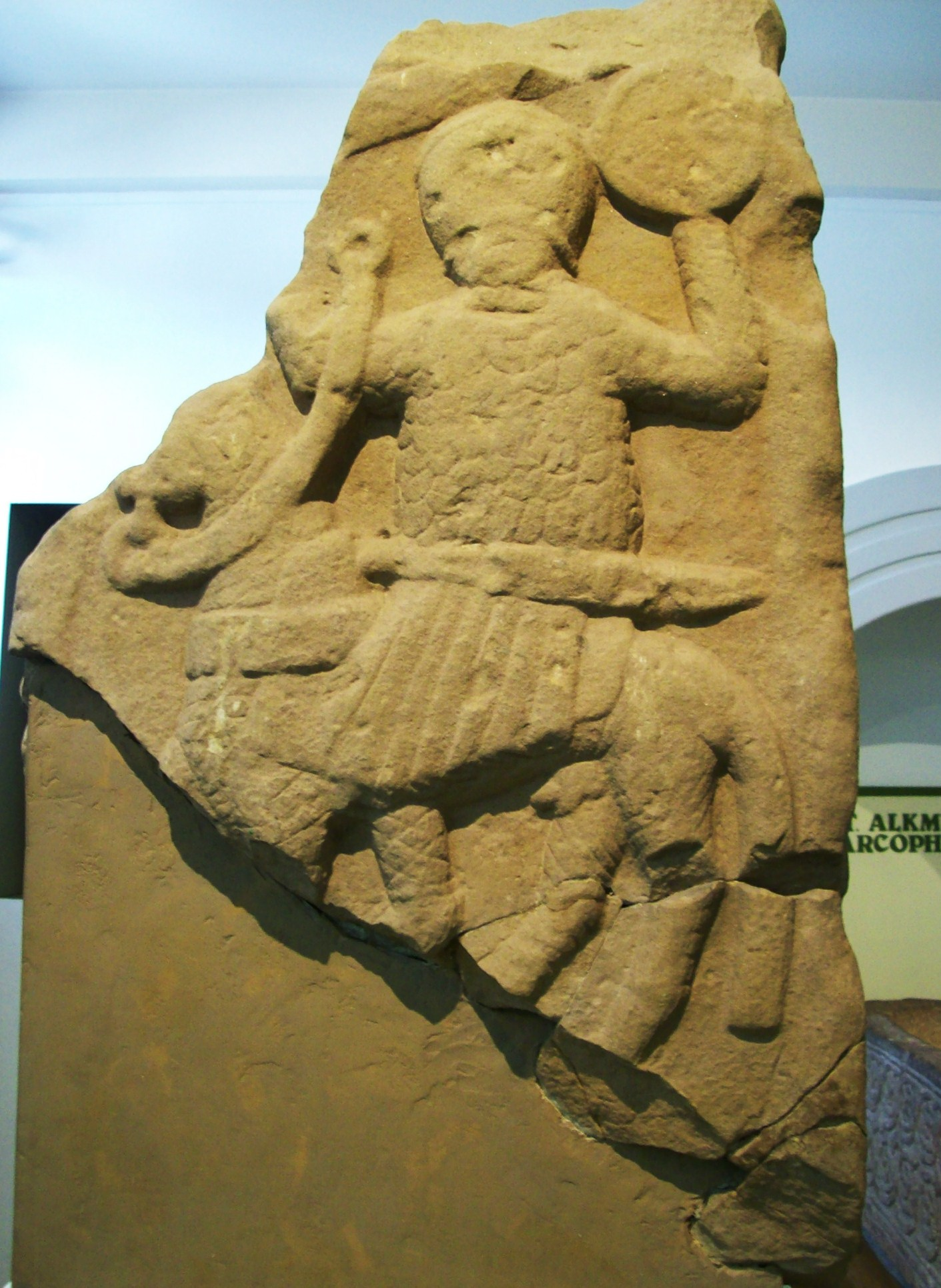
雷普顿石上描绘的人物可能是埃塞尔博尔德。

埃塞尔博尔德（？—757年）是麦西亚的一个国王，716年—757年在位。他的父亲是阿尔维奥，祖父是麦西亚国王埃奥瓦。埃塞尔博尔德是在他的堂兄、麦西亚国王切奥尔雷德去世后继位的，切奥尔雷德曾将他驱逐出境。在他漫长的统治期间，麦西亚成为盎格鲁-撒克逊英格兰最强大的王国，恢复了国王彭达和伍尔夫希尔在位时（约626年—675年）麦西亚的霸权地位。757年，埃塞尔博尔德被他的贴身侍卫杀害。